# Aymon II de Genève
Pour les articles homonymes, voir Aymon de Genève et Aymon II.
Aymon II de Genève, parfois Aimon, mort le 18 novembre 1280 à Marsan (dans les Landes), est un comte de Genève de 1265 à 1280, à la suite de son père Rodolphe de Genève.

## Biographie

### Origines
Aymon ou Aimon est le premier des fils du comte Rodolphe de Genève et Marie de Coligny, dame de Varey en Bugey, fille d'Albert III, seigneur de la Tour du Pin, et de Béatrix dame de Coligny,. Son année de naissance est inconnue.
Il a six frères et sœurs. Ses cadets sont Guy († 1294), qui fait une carrière religieuse, Henri († 1296), archevêque de Bordeaux (1289-1296), Amédée († 1308), qui lui succède, et Jean († 1297), qui après avoir été prieur de Nantua, puis abbé de Saint-Seine (1280-1283) avant d'être choisi, à sa suite, comme évêque de Valence de 1283 à 1297,.
Sa jeune sœur, Marguerite († 1322), épouse en 1288 Aymar IV de Poitiers, comte de Valentinois et de Diois.

### Règne
Son père, le comte Rodolphe, meurt le 29 mai 1265,. Aymon est mentionné pour la première fois comme comte dans un document du 13 avril 1266. L'historien Pierre Duparc conclut qu'Aymon eut un règne plutôt « très paisible ».
Aymon hérite pourtant d'un comté en difficultés, tant par les dettes contractées par son grand-père et son père, mais aussi en raison de leurs vassaux qui tentent de s'émanciper. Leur pouvoir sur la ville de Genève a été réduit à la suite des différents conflits avec l'évêque, mais aussi par l'hostilité des bourgeois. Enfin, ils font face à l'accroissement du pouvoir et des territoires de la maison de Savoie qui encerclent désormais le comté de Genève.

Ainsi, dans un traité de 1267 entre le comte de Savoie, Pierre II et évêque de Genève, Henri, Pierre de Savoie précise dans l'accord que « quant à ses demandes relatives aux droits provenant des comtes de Genevois, il y sursoit aussi longtemps que lui ou ses successeurs seront en possession de la gagerie livrée par les dits comtes ». Dans son testament, le comte Pierre accorde « une remise de deux mille marcs sur les dix mille », que la maison de Genève lui doit depuis 1250.
En 1271, le comte doit intervenir auprès du comte Philippe Ier de Savoie, sur les conseils de son oncle Amédée, évêque de Die, à propos de la tenue de certains hommes de la ville de La Roche-sur-Foron qui avaient outragé des hommes du comte de Savoie,. La ville de La Roche appartenait à son oncle Gui,. Aymon II doit réparer les torts, démontrant ainsi la puissance du comte de Savoie à cette période.

Au cours de cette année, il se marie avec Agnès, fille d'Amédée III de Montfaucon, Montfaucon et comte de Montbéliard,. Ils ont deux enfants, mais ce sont deux filles. Agnès meurt en août 1278 sans avoir eu d'héritier.
Aymon II semble s'engager dans une coalition avec le Dauphin, Humbert Ier, l'empereur Rodolphe de Habsbourg, le roi de Sicile Charles Ier, pour lutter contre le comte de Savoie, Philippe Ier. Mais il n'entre pas directement dans un conflit.
En 1273, sa cousine, fille de Henri, reçoit une dot en échange de son renoncement à l'héritage de son père. Son oncle Gui, évêque de Langres, renonce également aux droits de son frère en faveur de son neveu Aymon. En 1275, son oncle Amédée, évêque de Die, lui lègue l'ensemble de ses biens.

Armes de Constance de Moncade-Béarn

Un nouveau mariage est contracté à Paris, le 6 juillet 1279,. Aymon se marie, vers le mois de septembre de la même année, avec Constance de Moncade-Béarn, dame de Mont-de-Marsan et Gavardin, vicomtesse de Marsan, fille de Gaston VII, vicomte de Béarn,. Le roi d'Angleterre, Édouard Ier était intervenu dans une lettre destinée à Constance de Moncade l'engageant à épouser son « cousin ». Le comte de Genève apporte à sa femme « la moitié de ses terres, et [lui assignant] en garantie ses châteaux et mandements d'Annecy, de La Roche, d'Alby et de la Balme », au cas où il meure avant elle. Il s'agit du troisième mariage de la vicomtesse. Aymon se rend auprès de sa femme à Marsan où il reste, semble-t-il, jusqu'à sa mort, sans avoir eu d'enfant. Son mariage lui apporte le titre de vicomte de Marsan.

### Fin de règne et succession
Le comte Aymon II meurt très probablement le 18 novembre 1280, à Marsan, dans les Landes,,. Il s'agit de la date de son testament,
. Son frère, Amédée lui succède. 
Dans son testament établi le 18 novembre 1280, il désigne son oncle Gui, évêque de Langres, et son frère, Jean, alors abbé de Saint-Seine, comme exécuteurs testamentaires. Ses deux filles héritent de l'ensemble de ses terres, sauf si ses deux représentants trouvent une solution plus avantageuse en désignant comme successeur un de ses frères comme héritier, auquel cas, ses filles devront recevoir une dot satisfaisante. En 1302, Comtesson, dame de Miribel, renonce à l'ensemble de ses droits sur le comté en faveur de son oncle et reçoit une somme d'argent.
À l'occasion de son testament, il fait divers dons aux églises situées « entre l'Arve et l'eau de « Say » », que l'historien Matthieu de la Corbière rapprocherait du Fier ou le Sierroz, — marquant d'une certaine façon les limites du comté —, à la cathédrale Saint-Pierre en Genève, à l'abbaye Sainte-Catherine du Mont. Les léproseries du comté reçoivent cent livres. Enfin, les grands nobles reçoivent « des sommes variant de cinq à trente livres ».

## Famille
Aymon II épouse en 1271 en premières noces Agnès de Montfaucon-Montbéliard, fille d'Amédée III seigneur de Montfaucon,. Ils ont deux filles : Jeanne, qui épouse Philippe II de Vienne, seigneur de Pagny, dont c'est le second mariage ; et Agathe ou Comtesson (†1302), qui épouse Jean de Vienne, sire de Roulans et Miribel,, fils d'Hugues (IV) comte de Vienne, et frère cadet de Philippe II de Vienne de Pagny qu'on vient d'évoquer. 
Agnès meurt en 1278, Aymon se remarie en 1279 avec Constance de Moncade, dont c'est le troisième mariage,. Ils n'auront pas d'enfants,.